# Cho Dong-chan
Đây là một tên người Triều Tiên, họ là Cho.
Cho Dong-chan (sinh ngày 27 tháng 7 năm 1983) là cầu thủ bóng chày chuyên nghiệp người Hàn Quốc của Samsung Lions, Tổ chức bóng chày Hàn Quốc. Anh trai của anh là Cho Dong-hwa cầu thủ bóng chày chuyên nghiệp cho SK Wyverns. Anh đại diện cho Đội bóng chày quốc gia Hàn Quốc tại Đại hội Thể thao châu Á 2006 và 2010.

## Liên kết
- Tình trạng nghề nghiệp và thông tin cầu thủ từ Tổ chức bóng chày Hàn Quốc (tiếng Hàn)
- Danh sách thông tin: Cho Dong-chan – Đội bóng chày Samsung Lions.